# Blikje

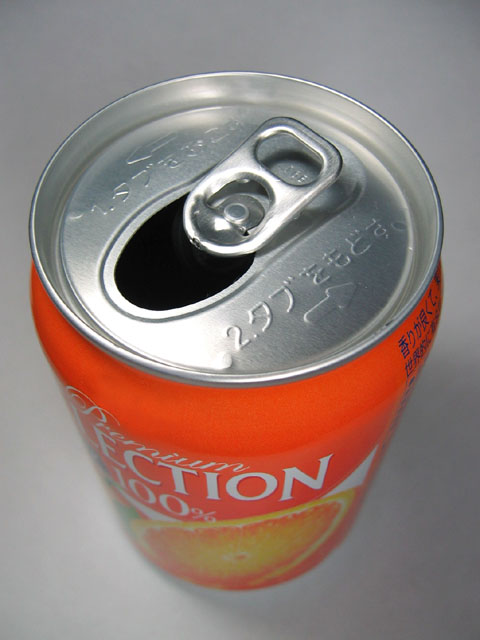
Blikje met lipje

Een blikje is een cilindervormige of doosvormige metalen verpakking voor dranken. Oorspronkelijk waren drankenblikjes gemaakt van blik, wat de aanduiding is voor vertind staal, tegenwoordig worden ze ook vaak van aluminium gemaakt. Aan de binnenzijde zijn ze voorzien van een plastic binnenlaag aan de buitenkant bedrukt. Het drankenblik is een alternatief voor flesjes van glas of plastic. Dranken, meestal frisdrank of bier, worden in blikjes luchtdicht verpakt.

## Geschiedenis

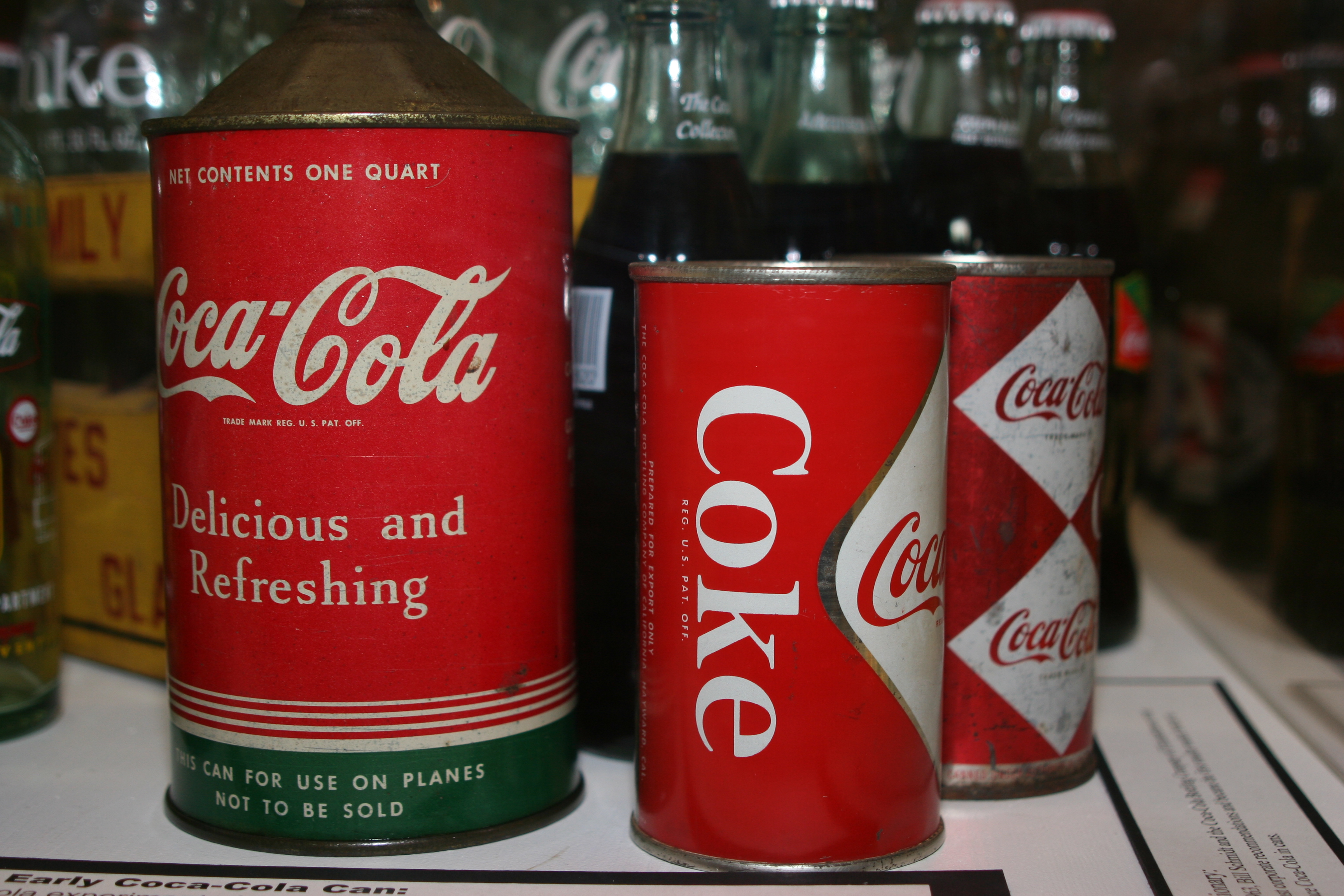
Vroege Coca-Colablikjes

Hoewel het gebruik van blik in de levensmiddelenindustrie al teruggaat tot diep in de 19de eeuw, liet het verpakken van dranken nog tot de twintigste eeuw op zich wachten. Hiervoor moesten een aantal uitdagingen overwonnen worden. Ten eerste waren de soldeernaden van gewone blikconserven niet sterk genoeg om de druk van koolzuurhoudende dranken te kunnen weerstaan, en ten tweede verslechtert de smaak van bier in aanraking met metaal. De eerste keer dat een drank commercieel in blik werd verkocht was daarom pas in 1935, na de uitvinding door America Can in 1934 van verbeterde naden en een coating voor de binnenkant op basis van vinyl. Gottfried Krueger Brewery ging in op een aanbod van America Can om de benodigde apparatuur kosteloos te installeren, en zo kwam op 24 januari 1935 het eerste bier in blik op de markt. Diezelfde zomer al verkocht Krueger gemiddeld 180.000 blikjes per dag.
Blikjes waren vroeger altijd driedelig, waarbij ze bestonden uit een bodem, cilinder en een deksel. Aluminium blikjes zijn tegenwoordig meestal tweedelig waarbij de bodem en de wand uit één stuk plaat gestanst worden. Samen met een randafronding en een bolvormige bodem leidt dit tot materiaalbesparing waarbij toch koolzuurhoudende dranken verpakt kunnen worden.

## Kenmerken

### Inhoudsmaten
Blikjes is een gestandaardiseerde vorm van verpakkingsmateriaal, wat betekent dat in grote delen van de wereld drankenblikjes dezelfde maatvoering hebben. De meest voorkomende maten in Nederland zijn 15, 25, 33 en 50 centiliter. Blikjes van 15 cl met frisdrank of zuiveldrank worden vaak gratis weggegeven bij acties of zijn speciaal te koop, bedoeld voor kinderen, zoals bij Sisi. Het blikje van 25 cl is een veelgebruikte verpakking voor energiedranken. Het blikje van 33 cl is een veelgebruikte verpakking voor frisdranken en bier. Een blikje van 50 cl wordt meestal gebruikt voor bier, na 2005 ook voor de grote varianten energy drinks. De diameter van een colablikje van 33 cl is 70mm.
5-literblikken worden als drukvat geproduceerd voor het uitschenken met een tap.

### Openen
Oorspronkelijk was er een speciale opener nodig om blikjes open te maken, maar in 1963 verwierf Ermal Fraze patent op een nieuw soort blikje, met een lipje waarmee het blikje zonder opener geopend kon worden. Een dergelijk systeem wordt tegenwoordig nog steeds gebruikt. Blikjes kunnen worden geopend met een lipje op de bovenzijde dat naar binnen moet worden gedrukt. Vroeger waren treklipjes erg populair, maar deze losse lipjes moedigden weggooien ervan aan. Ook zijn er tijdelijk blikjes geweest waarbij er twee ronde stukjes blik ingedrukt konden worden. Een kleine om de druk van het blikje te halen en een grote om door te kunnen drinken.

### Plastic
Drankblikjes zijn voorzien van een plastic coating aan de binnenzijde. Dit is om een reactie tussen de drank en het aluminium of staal van een blikje te voorkomen. Zonder plastic zou het metaal kunnen corroderen, waardoor giftige stoffen in de drank terecht komen. Hoge doseringen aluminium veroorzaken bij inname zenuwstelsel- en botproblemen.

## Blikjesafval

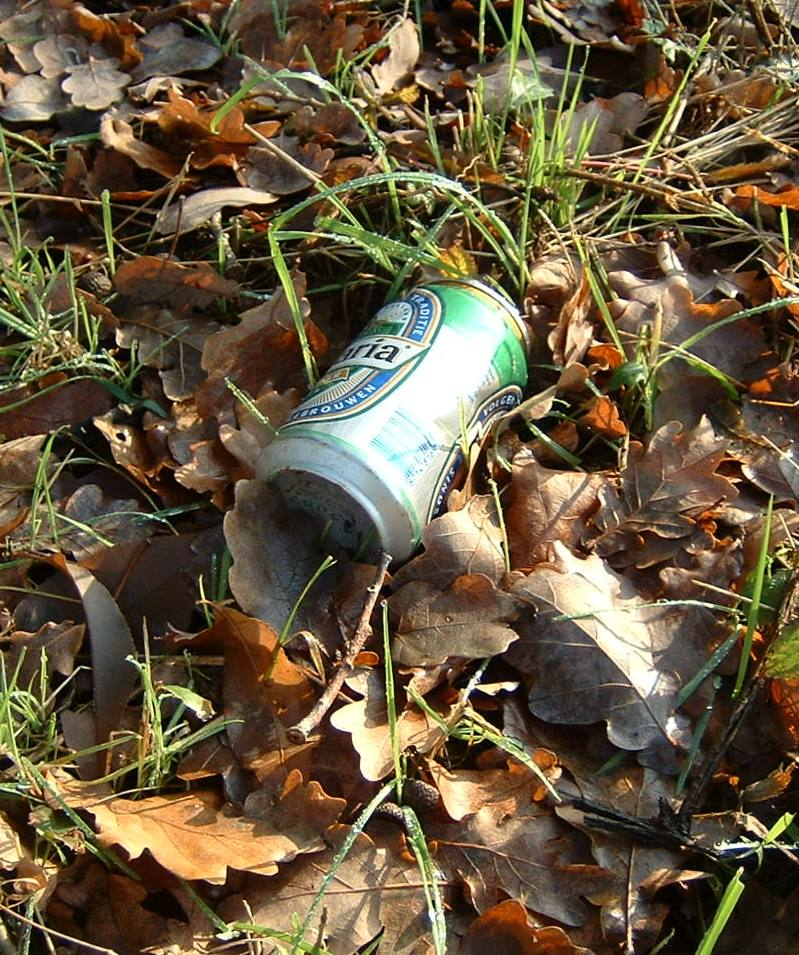
In de berm weggegooid blikje

Blikjes vormen een belangrijk deel van het zwerfafval, waardoor er naast aluminium ook plastic in het milieu terecht komt. Beide materialen zijn slecht afbreekbaar. Om het blikjesafval te beperken is het in een aantal landen verplicht statiegeld op blikjes te heffen en dus de gebruikte verpakkingen terug te nemen. Dit is onder andere in Duitsland, Denemarken, Zweden, Finland, Noorwegen, IJsland, Kroatië, Schotland, Verenigd Koninkrijk, Estland, Litouwen en een aantal Amerikaanse, en Australische staten het geval. Sinds 2023 wordt er ook in Nederland statiegeld op blikjes geheven.

## Metonymie
Het woord blikje is een goed voorbeeld van een metonymie, waarbij de naam van het materiaal waarvan het is gemaakt is overgegaan naar het voorwerp zelf, al worden veel blikjes tegenwoordig van aluminium of een aluminiumlegering vervaardigd.